# Abell 2151
Pour les articles homonymes, voir Amas d'Hercule (homonymie).
Abell 2151, aussi nommé l'amas d'Hercule, est un amas de galaxies composé de 100 à 300 galaxies dans la constellation d'Hercule sur le filament galactique le Grand Mur.
Arp 272 (NGC 6050 & IC 1179) sont deux galaxies spirales en interaction à 450 millions d'années-lumière de la Terre. Ce sont les galaxies les plus brillantes de l'amas.
Abell 2151 fait partie du superamas d'Hercule.

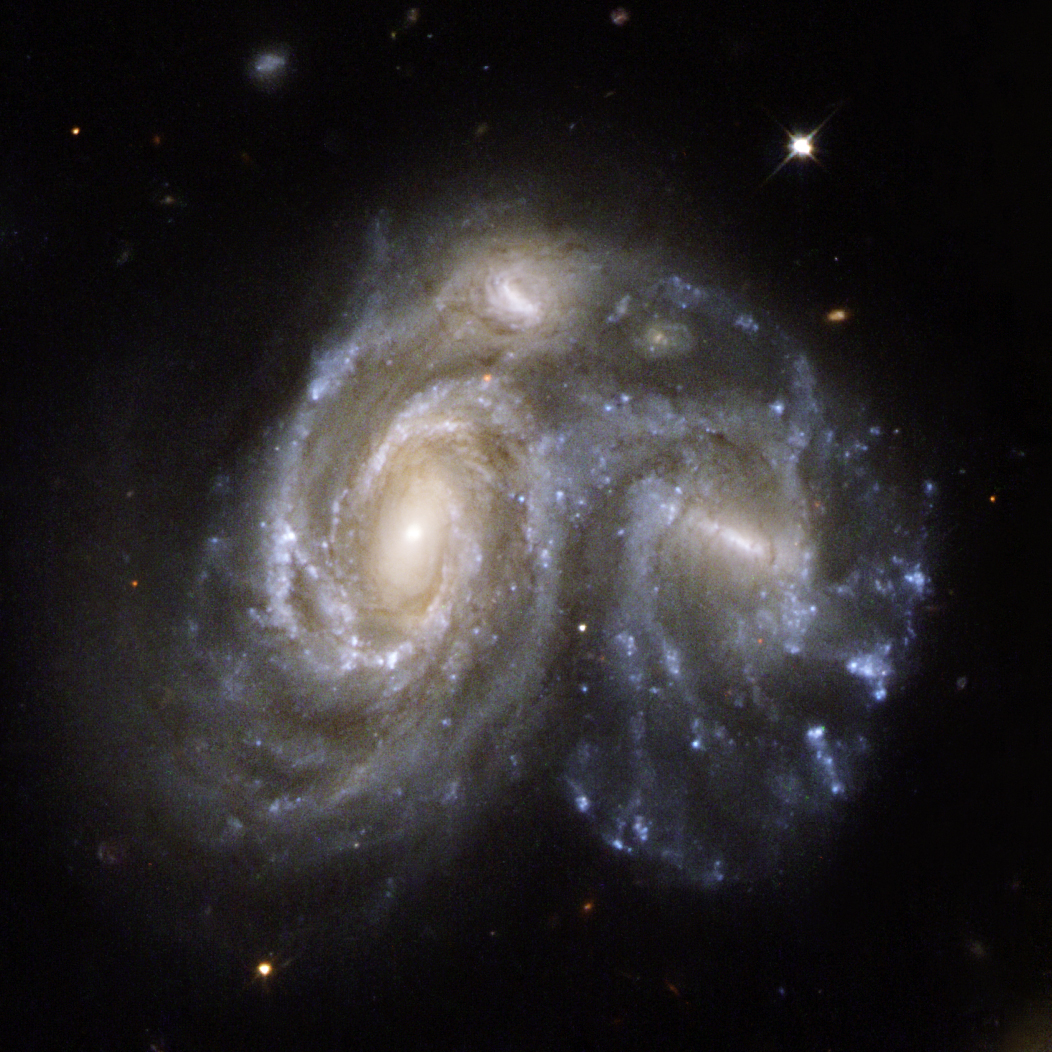
Arp 272 image d'Hubble

## Liste de galaxies identifiées
- Arp 272 (NGC 6050 & IC 1179)
- NGC 6054
- IC 1182
- IC 1184
- IC 1185
- NGC 6047
- NGC 6043
- Arp 71 (NGC 6045)